# Díptico

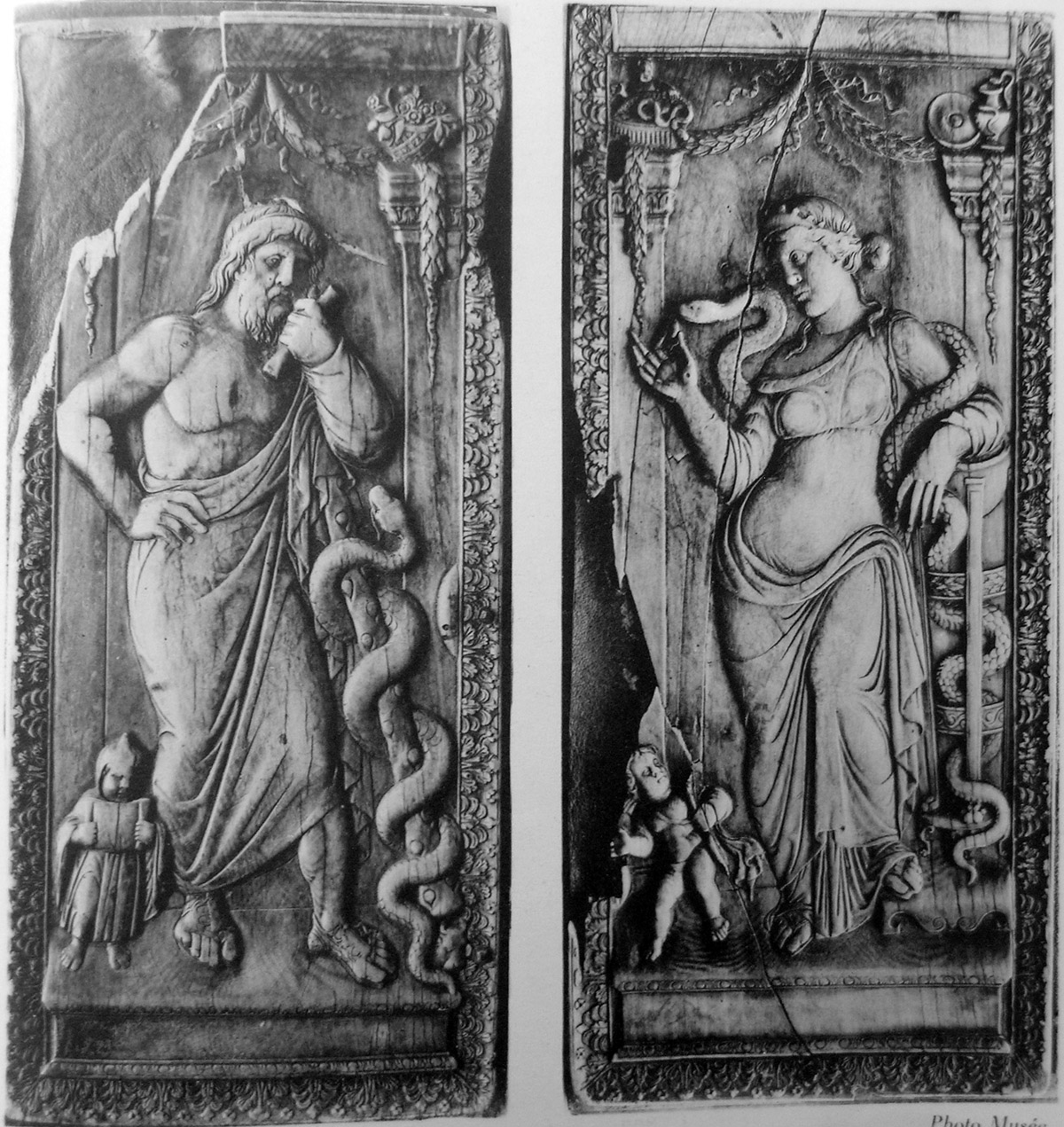
Díptico de Asclépio e Hígia.

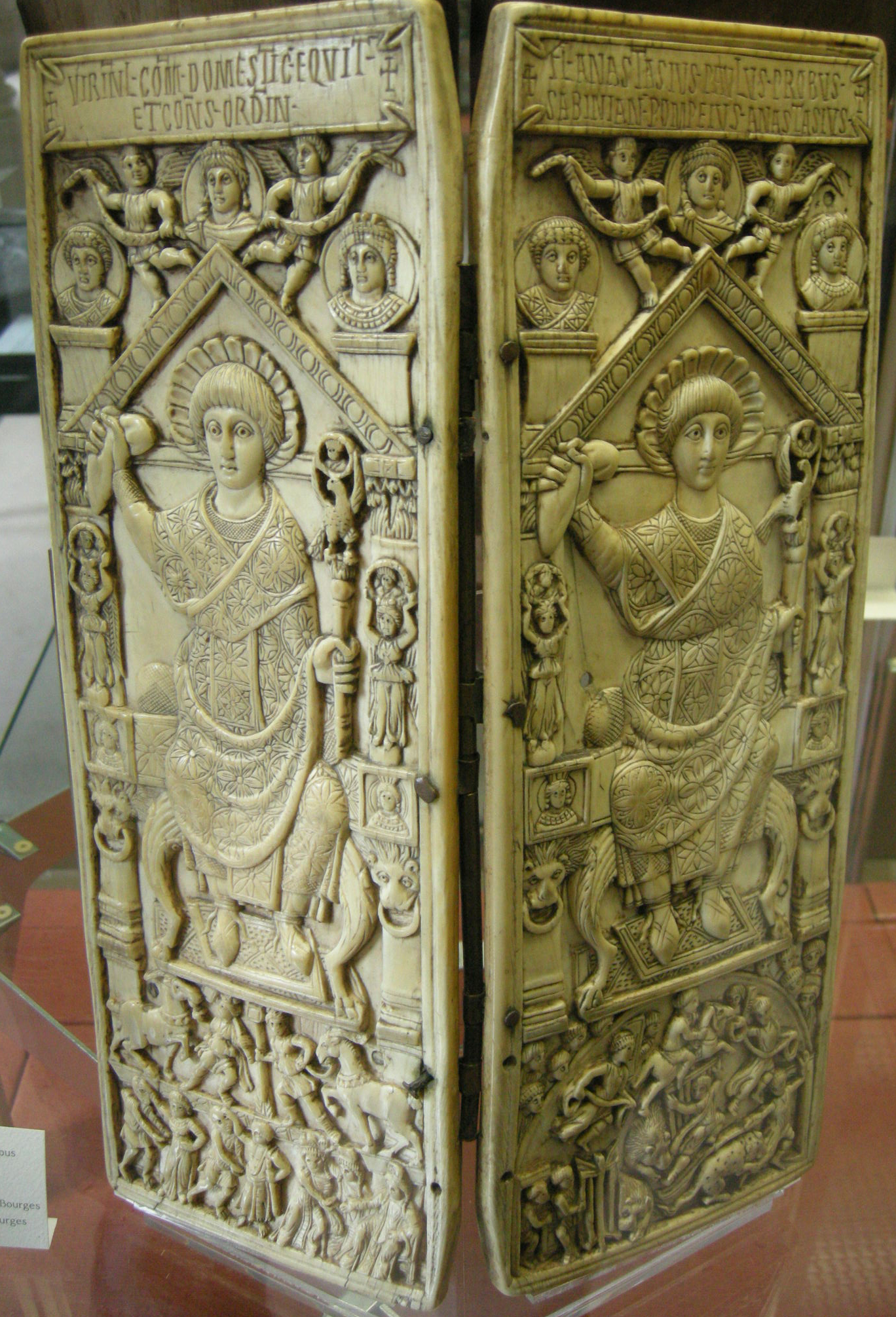
Díptico consular de Flávio Anastácio Probo.

Um díptico (em grego: δίπτυχον di = "dois" + ptychē = "dobra") é qualquer objeto que tenha duas placas planas ligadas entre si através de uma dobradiça. Artefatos com esta forma foram muito populares no mundo antigo para preservar notas, medir o tempo e direção.
Na antiguidade tardia, dípticos de marfim com capas entalhadas em baixo-relevo nas faces exteriores eram uma importante forma de arte: o "díptico consular" era feito para celebrar a ascensão de um indivíduo a cônsul romano, enquanto que alguns, incluindo talvez o Díptico do Poeta e da Musa em Monza, teriam sido encomendados para uso particular. Algumas das mais importantes obras sobreviventes do final do Império Romano são dípticos, dos quais algumas dúzias sobreviveram, preservadas em algumas ocasiões por terem sido reutilizados como capas de livros. O maior painel de marfim bizantino (428 mm x 143 mm) é uma folha de um díptico feito no estilo da corte de Justiniano I (ca. 525 - 550 d.C.), que tem a figura de um arcanjo.
A partir da Idade Média, muitas pinturas em painéis de madeira tomaram a forma de dípticos, pequenos e provavelmente para uso pessoal. Grandes peças de altar costumavam ser na forma da trípticos, com dois painéis laterais que podiam ser fechados sobre um painel maior central. Havia também formas maiores, chamadas de polípticos.

## Utilização

### Eclesiástica

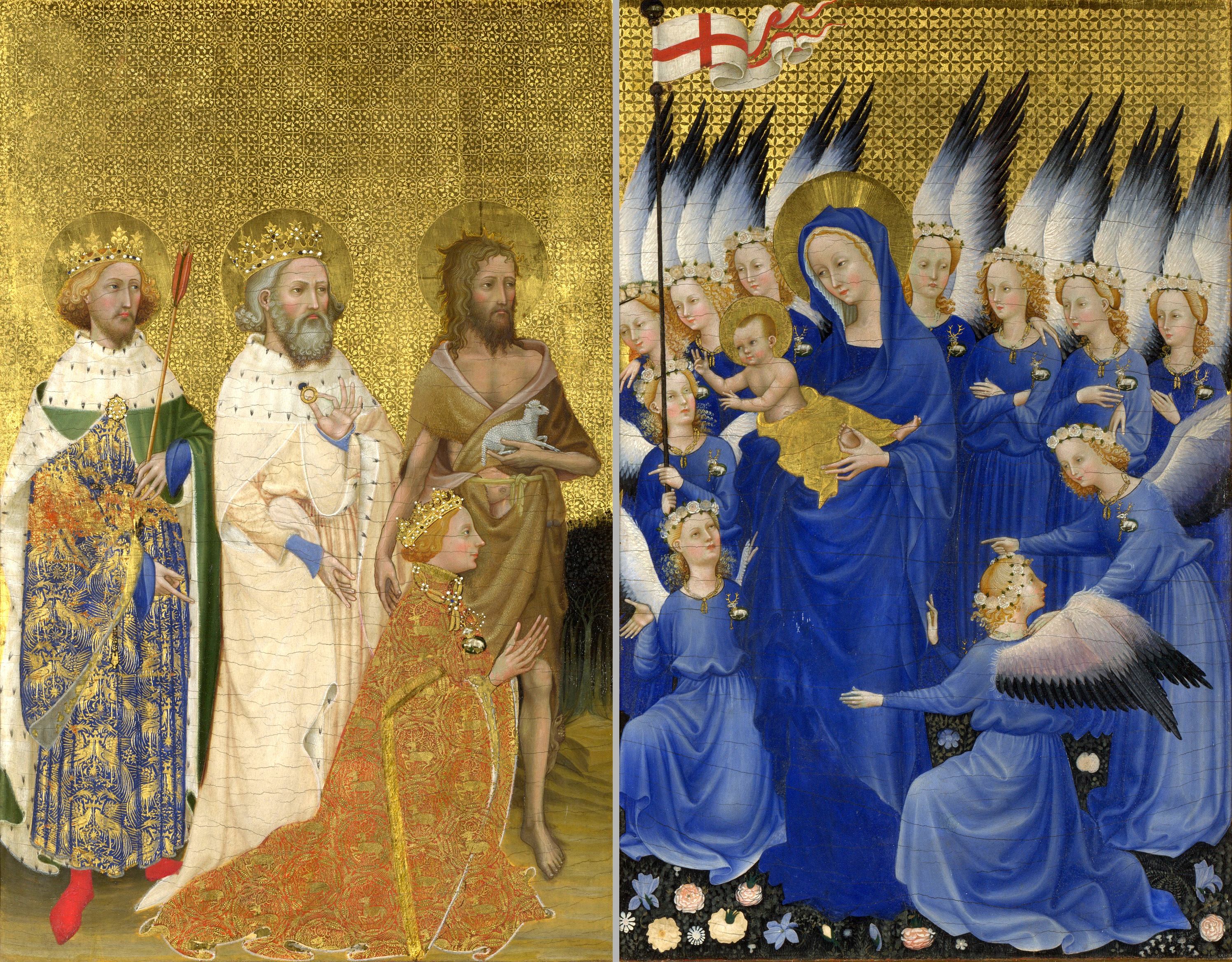
Ricardo II da Inglaterra é apresentado à Virgem Maria por São João Batista, Santo Eduardo e Santo Edmundo. Na National Gallery, em Londres.

É nesta forma que a menção aos "dípticos" aparece na literatura cristã primitiva. O termo se refere às listas oficiais dos vivos e mortos que eram comemorados numa igreja local. Os vivos eram escritos numa das folhas e os mortos, na outra. A inscrição de um bispo nos dípticos significava que a igreja em questão considerava-se em em comunhão com ele, sendo que a sua remoção indicava um cisma ou excomunhão. Os nomes nos dípticos eram também lidos publicamente pelo diácono durante a liturgia divina (Eucaristia) e pelo padre durante a liturgia da preparação. Dípticos eram também utilizados para escrever o nome dos santos. Embora estas tabuletas de cera não sejam mais utilizadas atualmente, o termo ainda é amplamente utilizado na Igreja Ortodoxa e na Igreja Católica Oriental para descrever estas listas, com todas as mesmas conotações.
Um díptico é também um tipo de ícone, cujas folhas se dobram para proteger a imagem durante o transporte e que são abertas para a veneração quando necessário. Estes dípticos são também chamados de "ícones de viagem". É muito comum que as folhas do díptico neste caso representem imagens que tem relação entre si, como Cristo e a Teótoco, ou a Anunciação (com o arcanjo Gabriel de um lado e a Virgem Maria do outro), ou ainda os santos Pedro e Paulo.

### Relógio de sol díptico

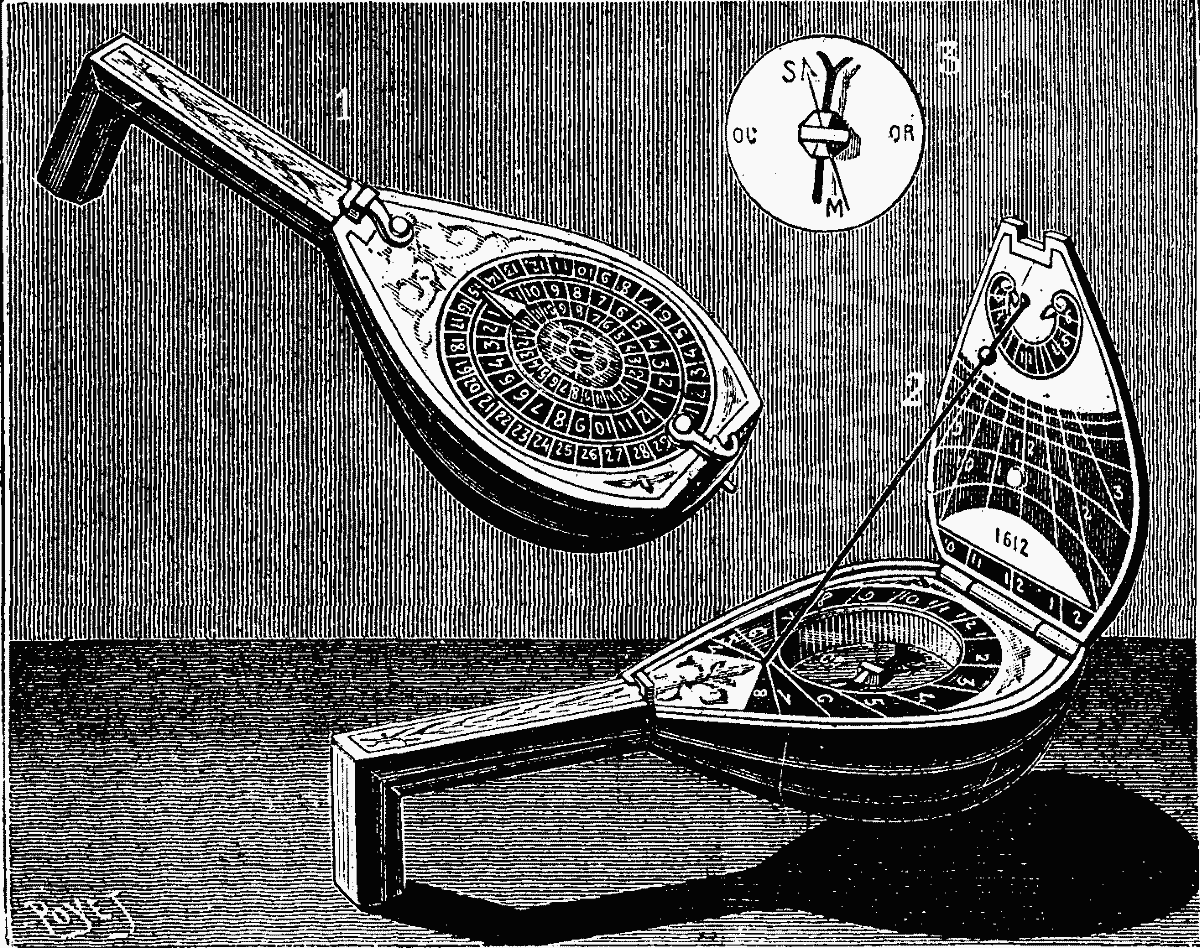
Relógio de sol díptico na forma de um alaúde, circa 1612.

Este tipo de díptico tinha numa folha um relógio de sol vertical e na outra, um horizontal. A parte que fazia a sombra, chamada de gnomon, era um cordão entre elas, calibrado para permitir uma certa abertura, uma vez que ângulo entre as folhas era crítico. Este tipo de relógio de sol podia ser ajustado para qualquer latitude ajustando o artefato todo para que o gnomon ficasse paralelo ao eixo de rotação da Terra.
Alguns dípticos tinham ainda um calendário rudimentar, na forma de nós (ou contas) num cordão, cuja acurácia era de aproximadamente uma semana, suficiente para controlar a data de plantio, seu principal uso.

### Tabuleta de escrita

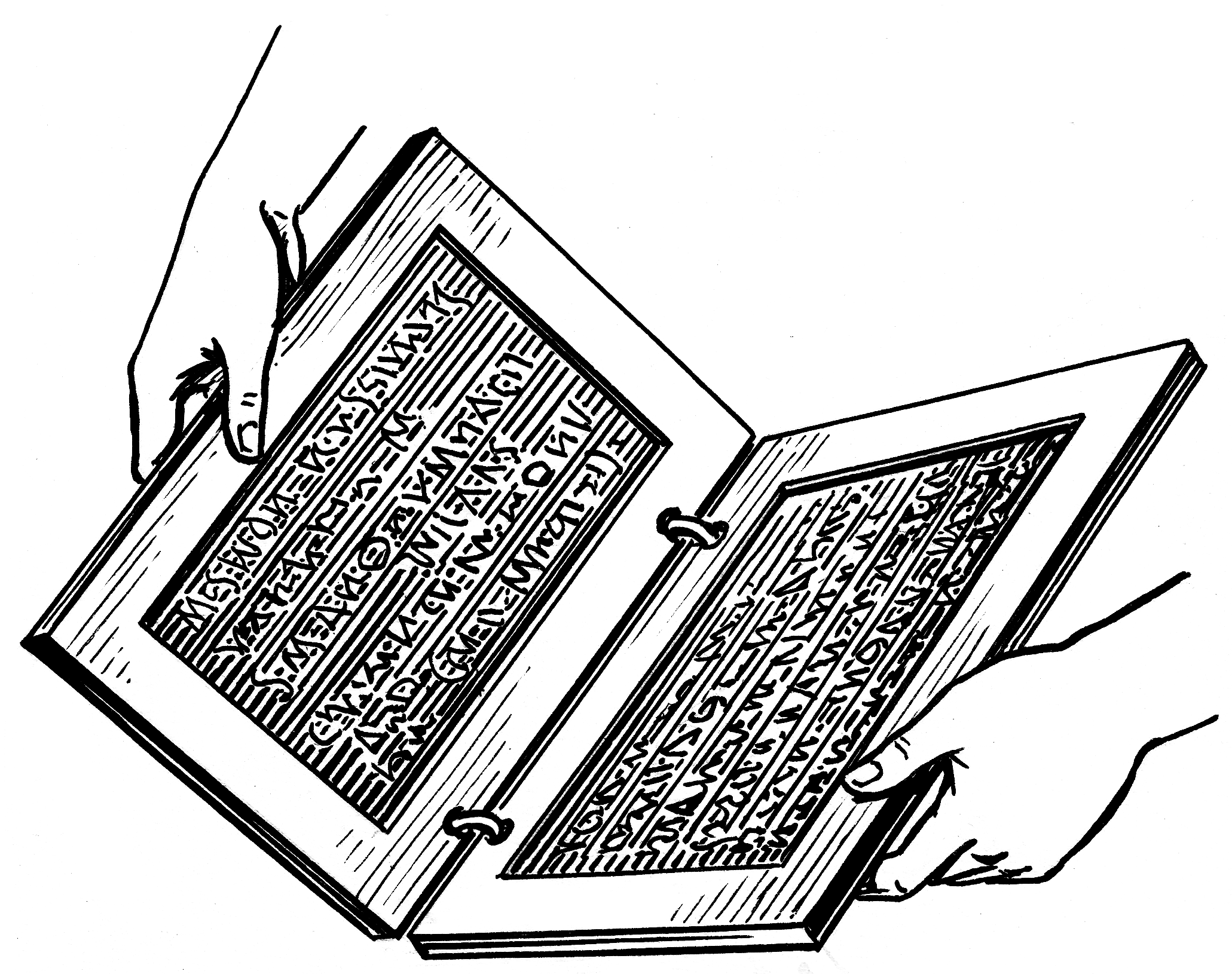
Díptico de escrita

A forma mais comum de díptico na antiguidade era na forma de uma caixa rasa. Ele tinha duas folhas de madeira com espaço vazio em cada um dos lados preenchidos com cera e espaço para um pequeno artefato de madeira utilizado para escrever, como num caderno de anotações. Este artefato permitia que se tomassem notas, impermeáveis à água, sem desperdiçar dinheiro no caro papel. Quando necessário, a cera podia ser novamente alisada e o díptico, reutilizado.

### Arte posterior
O díptico era um formato comum no gótico flamengo e os assuntos variavam de retratos seculares a personagens religiosos e histórias. Geralmente, um retrato e uma Madona com o menino Jesus em cada folha, algo especialmente popular nos séculos XV e XVI d.C. Pintores como Jan Van Eyck, Rogier van der Weyden, Hans Memling e Hugo van der Goes se utilizaram deste formato. Alguns artistas modernos se utilizaram do termo no título de obras que, ainda que não fossem conectadas, deveriam ser penduradas juntas, como um par, como é o caso do "Díptico de Marylin" (1962), de Andy Warhol, um ícone da pop culture.